# Bandeira do Território da Capital da Austrália
A bandeira do Território da Capital Australiana é um dos símbolos oficiais do Território da Capital Australiana, uma das subdivisões da Austrália. Foi oficialmente adotada pela Assembleia Legislativa do Território da Capital Australiana em 1993. 
Esta bandeira difere das outras bandeiras estaduais Australianas, na medida em que não é um Pavilhão Britânico Azul carregado. É semelhante em design à Bandeira do Território do Norte. A bandeira é composta pelas cores de Canberra; azul e ouro (que são também os esmaltes heráldicos da Austrália). O Cruzeiro do Sul aparece como cinco estrelas brancas numa parte azul à tralha, enquanto que no centro do campo dourado ao batente, estão as Armas modificadas da Cidade de Canberra. A bandeira foi desenhada por Ivo Ostyn.
Embora o Território da Capital Australiana exista desde 1911 e funcione em regime de auto-governo desde 1989, nunca teve bandeira própria. Posteriormente o governo decidiu que o Território deveria adoptar uma bandeira. Em 1988 e 1992, realizaram-se concursos para a proposta de uma bandeira, nos quais artistas e residentes do TCA puderam apresentar as suas idéias para uma nova bandeira. Eventualmente, a bandeira actual ganhou o concurso. A Assembleia Legislativa do TCA adoptou então oficialmente esta bandeira em 1993.

## Proposta de alteração da bandeira

Proposta modificada por Ivo Ostyn, que desenhou a atual bandeira do TCA

Como a bandeira TCA foi levantada pela primeira vez em 1993, ocasionalmente ocorrem propostas para modificar o design. Duas propostas notáveis foram criadas pelo designer da Bandeira Do TCA, Ivo Ostyn. Essas propostas (uma das quais está ilustrada) substituem o brasão de armas de Canberra, que Ostyn argumenta ser muito complexo para um design de bandeira eficaz. Além disso, Ostyn afirmou que o brasão de armas estilizado foi efetivamente exigido pelo Ministro-Chefe do ACT durante seu projeto, e levou a uma "bandeira abaixo do padrão".